# 로버트 타운

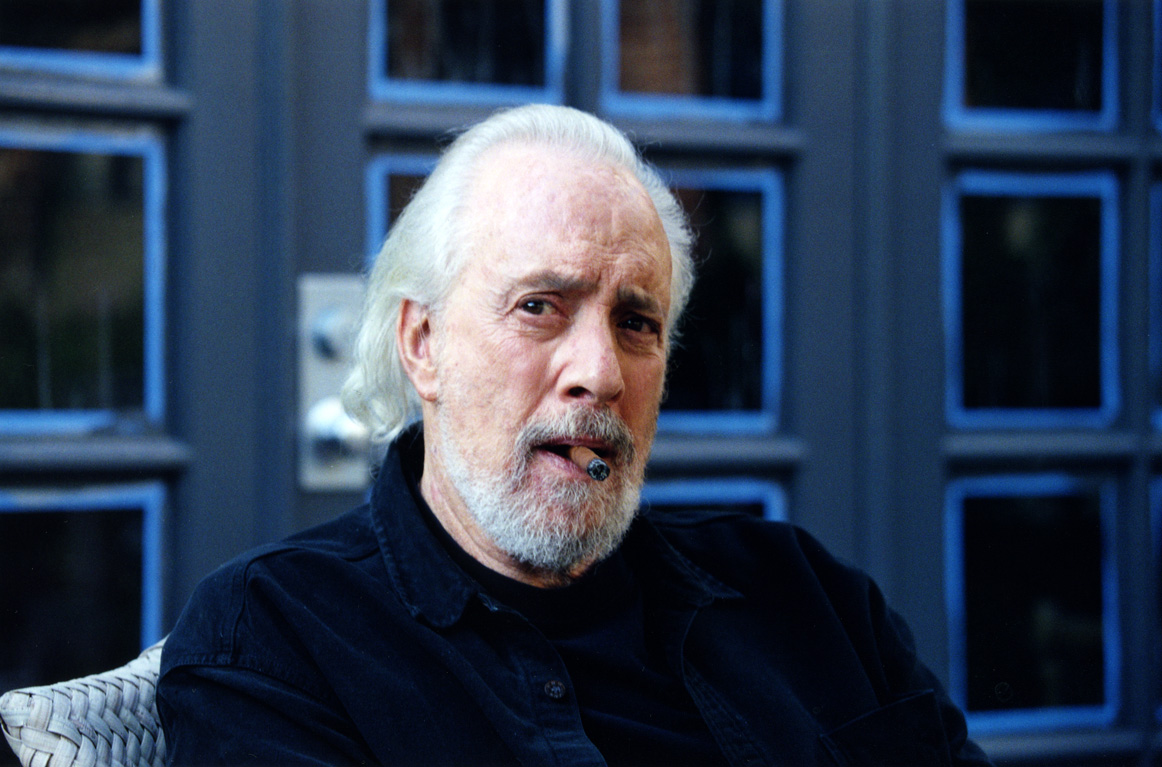

로버트 타운(Robert Towne, 1934년 11월 23일~2024년 7월 1일)은 미국의 영화 감독이다.

## 생애
토우네는 캘리포니아주 로스앤젤레스에서 의류 매장 주인이자 부동산 개발자인 헬렌과 루 슈워츠의 아들 로버트 버트램 슈워츠로 태어났다. 그는 샌 페드로와 롤링 힐스에서 자랐고 채드윅 스쿨에 다녔다. 그는 아버지를 통해 루마니아계 유대인 혈통을, 어머니를 통해 러시아계 유대인 혈통을 가졌고, 가족은 유대인이었다. 그에게는 1984년 로버트 레드포드 주연의 영화 내추럴을 공동 집필한 로저라는 남동생이 있었다.
그는 캘리포니아 클레어몬트에 있는 포모나 칼리지를 졸업했다.

### 사생활
1968년, 타운은 여배우 줄리 페인을 만났다. 그들은 1977년부터 1982년까지 결혼했다. 샘 와슨의 '빅 굿바이'에 따르면, 차이나타운과 할리우드의 마지막 몇 년, 타운은 이 기간 동안 코카인에 중독되었는데 때때로 폭력적이었고, 이로 인해 딸 캐더린(1978년생)을 둘러싼 격렬한 이혼과 양육권 싸움이 벌어졌다.
1984년, 타운은 루이사 골과 결혼했습는데 그들은 하나의 딸, 치아라를 낳았다.
그는 고인이 된 배우 존 페인과 여배우 앤 셜리의 전 사위였다. 딸 카타린을 통해 배우 찰리 훈남의 장인이 되었다. 타운은 2024년 7월 1일 89세의 나이로 로스앤젤레스의 자택에서 사망했다.

## 필모그래피

### 영화
- 지상의 마지막 여인(1960)
- 리게아의 무덤(1964)
- 빌라 라이즈(1968)
- 마지막 지령(1973)
- 차이나타운(1974)
- 암흑가의 결투(1974)
- 샴푸(1975)
- 그레이스톡 타잔(1984)
- 불륜의 방랑아(1990)
- 폭풍의 질주(1990)
- 야망의 함정(1993)
- 러브 어페어(1994)
- 미션 임파서블(1996)
- 미션 임파서블 2(2000)

### 감독
- 퍼스널 베스트(1982)
- 불타는 태양(1988)
- 위드아웃 리밋(1998)
- 애스크 더 더스트(2006)

## 수상 내역
- 1976년 제28회 미국 작가 조합상 각본상
- 1975년 제27회 미국 작가 조합상 각본상
- 1997년 제49회 미국 작가 조합상 월계수상